# 罗宾汉

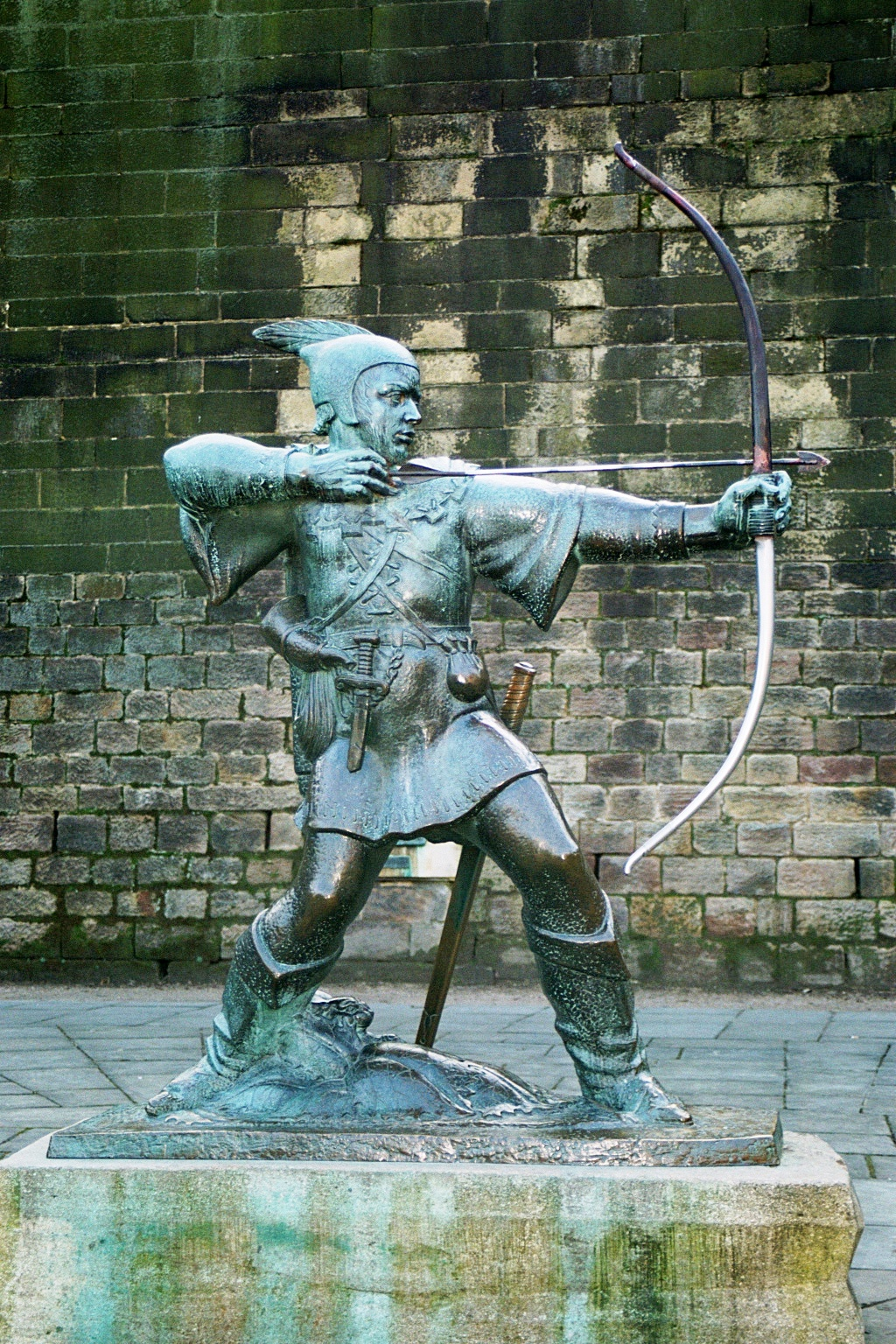
諾定咸的羅賓漢紀念雕像

罗宾汉是英國民间传说中的俠盜。他武艺出众、机智勇敢，仇视官吏和教士，是一位劫富濟貧、行俠仗義的綠林英雄。传说他住在诺丁汉雪伍德森林（Sherwood Forest）。

## 早期的提及
從1227年開始，幾位英國法官的案卷上出現了「Robinhood」、「Robehod」或「Hobbehod」的名字。這些提及的大部份是13世紀後期的事，從1261年至1300年間，英格蘭各地至少有8次提及「Rabunhod」，南至伯克郡，北至約克。這名詞看來是作為一種縮寫使用，指的是任何逃犯或亡命之徒。即使在如此早期，羅賓漢這名字已代表一種原型的罪犯，此用法在中世紀一直延續。在1439年呈上國會的一份文件中，該名字被用來形容一位流竄的重犯。

## 衍生作品

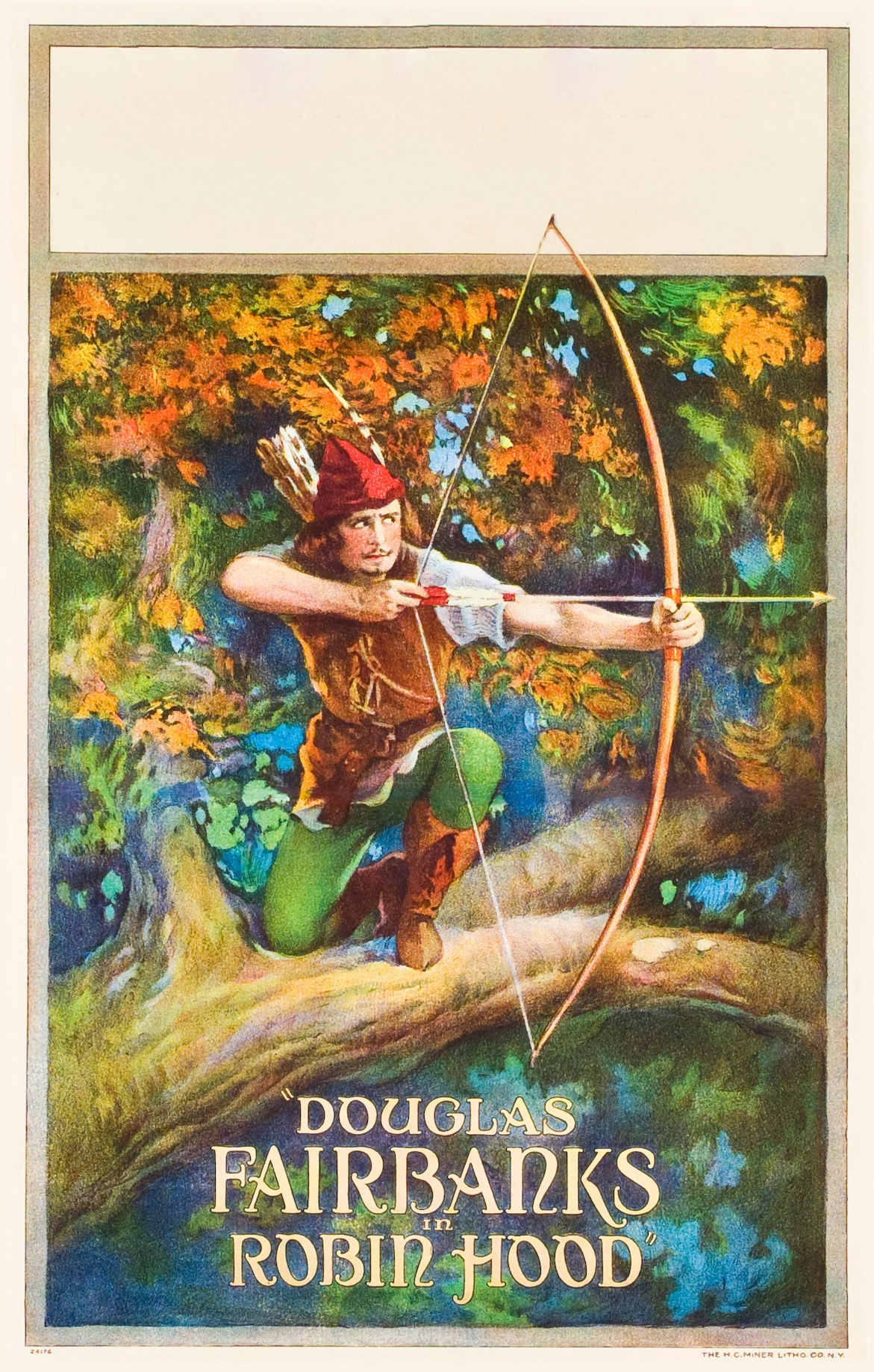

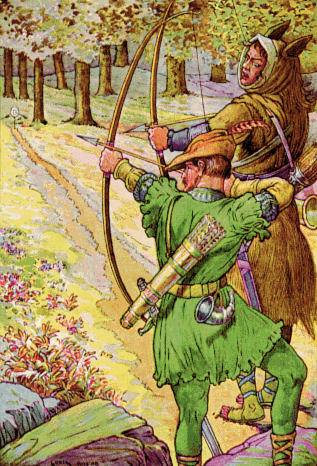

### 電影
- 《羅賓漢》（Robin Hood）：1922年電影，范朋克主演
- 《俠盜羅賓漢》（The Adventures of Robin Hood）：1938年美國電影，埃洛·弗林主演
- 《羅賓漢》（Robin Hood）：1973年上映的動畫電影，迪士尼發行
- 《羅賓漢與瑪莉安》（Robin and Marian）：1976年的英美合製電影，辛·康納利及柯德莉·夏萍主演
- 《俠盜王子羅賓漢》（Robin Hood: Prince of Thieves）：1991年美國電影，由奇雲·高士拿和摩根·弗里曼主演
- 《俠盜羅賓漢》（Robin Hood）：1991年英國電影，由派屈克·柏金（英语：Patrick Bergin）和烏瑪·瑟曼主演
- 《俠盜·驕雄》（Robin Hood）：2010年電影，由雷利·史考特執導，羅素·高爾及姬蒂·白蘭芝主演
- （Robin Hood）：2018年電影，由奧圖·巴瑟赫斯特執導，泰隆·艾格頓主演

### 電視
- 《羅賓漢大冒險》（ロビンフッドの大冒険），1990年開始播放的電視動畫，NHK發行。
- 《俠盜羅賓漢》（Robin Hood），英國廣播公司（BBC）於2006年起開始播映的電視劇。
- 《童話小鎮》（Once Upon a Time），美國廣播公司（ABC）於2011年起開始播放的電視劇，由湯姆·艾利斯扮演羅賓漢（出場於第二季，非主角）。
- 《假面騎士Ghost》，日本特攝，羅賓漢為其中一個幽靈眼魂。
- 《雪伍德傳奇》（Sherwood），2019年開始播放的網絡電視動畫，Youtube Orginals發行。

### 遊戲
- 《俠盜羅賓漢：舍伍德傳奇》（Robin Hood: The Legend of Sherwood，2002年發行，電腦遊戲）
- 《世紀帝國2》:地圖編輯器裡面其中一個英雄單位(台版叫羅賓胡德),作弊碼黃金1000的字串也是羅賓漢的名字
- 《fate/EXTRA》：TYPE-MOON的PSP平台遊戲中的從者Archer，寶具為祈りの弓(祈導之弓)及顔のない王(無貌之王)。
- 《怪物彈珠》：原激獸神祭的限定木屬性角色。

## 外部連結
- Historical details on The Real Sherwood Forest
- BBC History: Robin Hood and his Historical Context （页面存档备份，存于）

## 参看
- 亚森·罗宾